# Империя, над которой никогда не заходит солнце
Фраза «Империя, над которой никогда не заходит Солнце» употреблялась и употребляется (в том числе в различных вариациях) для описания глобальных империй, которые были или являются настолько обширными, что всегда над какой-то частью их территории светит Солнце.
Первоначально фраза касалась Испанской империи XVI—XVII вв., позже — Британской империи XIX и начала XX века. Начиная со 2-й половины XX века фраза применяется для обозначения Американского империализма.

## Испанская империя
Испанская империя достигла своего расцвета в XVI—XVII вв. В результате брачной политики католических королей Карл V унаследовал Кастильскую империю в Америке, Арагонскую империю в Средиземноморье (в том числе большую часть современной Италии), а также корону Священной Римской империи, Нидерланды, Франш-Конте и Австрию (она вместе с другими наследственными землями Габсбургов почти сразу же перешла к Фердинанду, брату императора).
Фраза «Империя над которой никогда не садится Солнце» (исп. El imperio en el que nunca se pone el sol) стала особенно широко употребляться во время правления сына Карла — Филиппа II. Во время его правления Испания установила контроль над Филиппинами и рядом других островов в Тихом океане. Также после смерти отца Филипп Благоразумный добился прав на португальский трон и был признан португальским королем Филиппом I в 1581 году.
В 1585 году итальянский поэт и дипломат Джованни Батиста Гуарини писал о дочери Филиппа II Altera figlia / Di qel Monarca, a cui / Nö anco, quando annotta, il Sol tramonta («Гордая дочь / того монарха у которого / никогда не садится солнце, когда вокруг все темнеет»).

## Британская империя
Период с 1815 года по 1914 год многие историки называют имперским. Британской империи в это время принадлежало около 26 млн квадратных километров территории (около четверти сухопутной площади Земли) и в пределах её владений жило примерно 400 млн человек (также около четверти тогдашнего населения планеты). После победы над Наполеоном у Британии не осталось серьезного конкурента, кроме России в Центральной Азии. Кроме того, она полностью доминировала на море и контролировала большинство морских торговых путей. Этот период называют Pax Britannica. Кроме номинальной власти над колониями благодаря своему влиянию в мировой торговле Великобритания также контролировала экономику многих формально независимых государств: стран Латинской Америки, Китая, Сиама.
В газете Caledonian Mercury империя описывалась так: «Над ее территорией никогда не садится солнце; перед тем, как его вечерняя заря покинет вершины Квебека, утренние лучи уже освещают Порт-Джексон, и погружаясь в воды Верхнего озера, одновременно оно уже восходит над истоками Ганга».

## Другие значения
В настоящее время фразу «Империя, над которой никогда не заходит солнце» употребляют по отношению к США, которые, хотя формально не являются империей и не имеют владений по свету, но тем не менее имеют постоянные военные базы в Афганистане, Австралии, Бахрейне, Бразилии, Болгарии, Кубе, Греции, Гренландии, Израиле, Японии, Кувейте, Омане, Сингапуре, Южной Корее, Испании, Турции и ряде других стран.
Не так часто, но всё-таки употребляют фразу и в отношении компании «Уолт Дисней» благодаря сети развлекательных комплексов Диснейленд, расположенных во Флориде, Калифорнии, Японии, Китае и Франции.